# Kolacja na cztery ręce
Kolacja na cztery ręce (tytuł oryg. Mögliche Begegnung) – sztuka autorstwa niemieckiego pisarza i muzykologa Paula Barza. Jej akcja opiera się na fikcyjnym spotkaniu kompozytorów Jerzego Fryderyka Händla i Jana Sebastiana Bacha w 1747 roku w Hotelu Turyńskim w Lipsku.

## Osoby
- Jerzy Fryderyk Händel
- Jan Sebastian Bach
- Jan Krzysztof Schmidt

## Streszczenie
Obaj urodzeni w 1685 roku, nawzajem bardzo dobrze znają twórczość kolegi po fachu, dla obu jest to bardzo ważne spotkanie, choć do tej pory to Bach kilkakrotnie próbował o nie zabiegać, natomiast Händel skutecznie unikał okazji do poznania genialnego kantora z Lipska, a o jego talent był nawet nieco zazdrosny. Händel to zresztą światowiec nieco rozczarowany własnym krajem. Jego sława zdaje się bowiem docierać do Niemiec jedynie w niezbyt wielkim procencie, który nie gwarantuje mu rozpoznawalności w ojczyźnie. Tymczasem w Londynie nawet niepowodzenia jego dzieł odbijają się szerokim echem. Toteż kompozytor może sobie pozwolić na dostatnie i wystawne życie. Podejmując Bacha, próbuje zresztą to wykorzystać. Ilość i wykwintność dań potwierdzające pozycję najlepiej opłacanego muzyka ówczesnego świata, jaką zajmuje Händel, mają wprawić skromnego kantora z leżącego nieco na uboczu Lipska w zakłopotanie. Początkowo zresztą Bach, choć pewny wartości własnej muzyki, jest pod wrażeniem stylu życia Händla. Sam osiadły w Lipsku nigdy nie był za granicą, za swoje genialne kompozycje nie dostaje żadnych dodatkowych pieniędzy, a za skromne w porównaniu z Händlem uposażenie musi utrzymać liczną rodzinę. Może on jednak, w przeciwieństwie do zamożnego Saksończyka, przyjaciół wybierać sobie niezależnie od różnorakich politycznych układów, a muzyka jest dla niego azylem. Stopniowo jednak przewaga Jerzego Fryderyka zaczyna topnieć, okazuje się, że w głębi serca boi się on starości, samotności, utraty pozycji oraz tęskni za rodzinnym życiem, wolnym od zależności od możnych, jakie prowadzi Bach.

## Polskie realizacje
- 1986 – Teatr Współczesny w Warszawie, reżyseria Maciej Englert, obsada: Czesław Wołłejko (Jerzy Fryderyk Händel), Mariusz Dmochowski (Jan Sebastian Bach), Henryk Borowski (Jan Krzysztof Schmidt).
- 1986 – Teatr Dramatyczny im. Jerzego Szaniawskiego w Płocku, reżyseria Grzegorz Sobociński, obsada: Jerzy Bielecki (Händel), Jerzy Karaszkiewicz (Bach), Zygmunt Wiaderny (Schmidt).
- 1988 – Teatr STU w Krakowie, reżyseria Krzysztof Jasiński, obsada: Jan Nowicki (Händel), Jerzy Bińczycki (Bach), Jan Peszek (Schmidt).
- 1989 – Teatr im. Adama Mickiewicza w Częstochowie, reżyseria Tadeusz Kijański, obsada: Tadeusz Morawski (Händel), Michał Kula (Bach), Marek Ślosarski (Schmidt) i inni.
- 1990 – Teatr Telewizji, reżyseria Kazimierz Kutz, obsada: Janusz Gajos (Bach), Roman Wilhelmi (Händel), Jerzy Trela (Schmidt).
- 2000 – Teatr Nowy w Zabrzu, reżyseria Bogdan Ciosek, obsada: Zbigniew Stryj (Händel), Andrzej Lipski (Bach), Wiesław Kańtoch (Schmidt).
- 2001 – Scena Letnia Teatru Nowego we Wrocławiu, reżyseria i opracowanie tekstu Krzysztof Pulkowski, oprawa muzyczna Waldemar Wróblewski, obsada: Jerzy Mularczyk (Händel), Włodzimierz Maciudziński (Bach), Krzysztof Tysnarzewski (Schmidt).
- 2001 – Teatr Polski w Szczecinie, reżyseria Adam Opatowicz, obsada: Michał Janicki (Händel), Adam Zych (Bach), Piotr Emanuel Kraus (Schmidt).
- 2002 – Teatr im. Wilama Horzycy w Toruniu, reżyseria Ewa Marcinkówna, obsada: Jerzy Gliński (Händel), Mieczysław Banasik (Bach), Niko Niakas (Schmidt).
- 2003 – Teatr Polski w Bielsku-Białej, reżyseria Henryk Rozen, obsada: Adam Myrczek (Händel), Kazimierz Czapla (Bach), Cezariusz Chrapkiewicz (Schmidt).
- 2004 – Teatr Dramatyczny im. Aleksandra Węgierki w Białymstoku, reżyseria Ewa Marcinkówna, obsada: Tadeusz Sokołowski (Händel), Piotr Dąbrowski (Bach), Franciszek Utko (Schmidt).
- 2004 – Teatr Nowy w Poznaniu, reżyseria Olaf Lubaszenko, obsada: Mariusz Sabiniewicz (Händel), Witold Dębicki (Bach), Mirosław Kropielnicki (Schmidt).
- 2008 – Scena Alchemia w Krakowie, reżyseria Marek Sawicki, obsada: Marek Sawicki (Händel), Adam Zych (Bach), Adam Kwaśny (Schmidt).
- 2008 – Teatr Polskiego Radia, reżyseria Janusz Kukuła, obsada: Krzysztof Wakuliński (Händel), Marian Opania (Bach).
- 2009 – Teatr im. C.K. Norwida w Jeleniej Górze, reżyseria Bogdan Koca, obsada: Marek Prażanowski (Händel), Bogdan Koca (Bach), Piotr Konieczyński (Schmidt).
- 2023 – Bałtycki Teatr Dramatyczny im. Juliusza Słowackiego w Koszalinie, reżyseria Jan Tomaszewicz, obsada: Piotr Krótki (Händel), Wojciech Rogowski (Bach), Katarzyna Ulicka–Pyda (Schmidt).[2]
- 2023 – Teatr im. Andreasa Gryphiusa w Głogowie, reżyseria Tadeusz Wnuk, obsada: Bartłomiej Adamczak (Händel), Robert Mania (Bach), Marek Prałat (Schmidt).